# Turbo (belegging)
Een turbo (ook bekend als speeder of sprinter) is een beleggingsproduct dat beleggers de mogelijkheid geeft met een hefboom te beleggen in verschillende onderliggende waarden zoals aandelen, beursindices, valuta, obligaties, grondstoffen (commodities) en beleggingsfondsen. Turbo's zijn ontwikkeld door de ABN AMRO-bank die in Nederland de naam als handelsmerk heeft vastgelegd. Anno 2021 geeft ABN AMRO zelf geen turbo’s meer uit, maar biedt turbo’s aan van BNP Paribas. Andere banken in Nederland bieden een soortgelijk product aan onder een andere naam: Sprinters worden uitgegeven door de ING en Speeders en Limited Speeders door de Amerikaanse Citibank en de Duitse Commerzbank.
Onder normale marktomstandigheden geeft de uitgevende instelling dagelijks bied- en laatprijzen af. De uitgevende instelling is echter niet verplicht om dat te doen. De verhandelbaarheid van de turbo is in de regel lager dan de verhandelbaarheid van de onderliggende waarde.

## Werking van een turbo
Een turbo is gebaseerd op een onderliggende waarde. Dit kan een aandeel zijn maar ook grondstoffen, valuta, obligaties of indices. Men kan met een turbo speculeren op stijgingen en dalingen. Een turbo long stijgt als de onderliggende waarde stijgt; een turbo short stijgt in waarde als de onderliggende waarde daalt (en omgekeerd). Een turbo long komt min of meer overeen met de combinatie van de aankoop van het onderliggende en het lenen van een deel van de aankoopprijs, met als borg dat onderliggende.
Bij aankoop van een turbo long koopt de bank doorgaans het onderliggende aan. Een deel van de aankoopprijs wordt gefinancierd door de bank; het overblijvende deel betaalt de belegger in de vorm van de waarde van de turbo long. Over het financieringsniveau (de schuld), betaalt de belegger rente (bijvoorbeeld de korte rente plus 2% op jaarbasis), die dagelijks wordt bijgeschreven bij de schuld. Dit maakt uitgeven van turbo's interessant voor de bank. Dividend op het onderliggende wordt na aftrek van dividendbelasting afgetrokken van de schuld.
Stijgt de onderliggende waarde dan zal de waarde van de turbo long sneller stijgen dan het aandeel; daalt de onderliggende waarde dan zal de waarde van de turbo long sneller dalen; de betreffende factor heet de hefboom. De hefboom is het quotiënt van de waarde van het onderliggende en de waarde van de turbo, en verandert dus doorlopend.
Als de waarde van het onderliggende onder het zogenaamde stoplossniveau komt, verkoopt de bank het onderliggende. De restwaarde, dit is de opbrengst verminderd met de schuld, wordt uitgekeerd. Als de koersbeweging van het onderliggende dermate abrupt is, bijvoorbeeld bij een flink lagere opening door een winstwaarschuwing, dat de waarde lager wordt dan de schuld, dan neemt de bank het verlies. De belegger krijgt dus nooit te maken met een restschuld. Het stoplossniveau ligt wegens een  veiligheidsmarge wat boven de schuld, en wordt maandelijks aangepast wegens de geleidelijke verandering van de schuld door rente, en direct bij dividend.

## Voorbeelden
Een bank brengt een turbo long op de markt op een onderliggende waarde XYZ die €30 kost. Stel hiervan financiert de bank 25 euro. De belegger betaalt dus 5 euro. De verhouding tussen de koers van de onderliggende waarde en de koers van de turbo staat bekend als de hefboom van de turbo, in dit voorbeeld dus 6. Op de door de bank gefinancierde 25 euro betaalt de belegger op jaarbasis 11% rente.
Stel dat de koers van XYZ stijgt tot €35. Een aandeelbezitter maakt 16,7% winst. Een turbobezitter heeft echter 5 euro geïnvesteerd en als hij de turbo verkoopt, krijgt hij €35 - €25 = €10 op een investering van 5 euro. Dat is een winst van 100%. (Let wel: de rendementen zijn berekend afgezien van aan- en verkoopkosten en spread en zonder rekening te houden met rentekosten.)
Het kan ook mis gaan. Stel dat de stoploss van de turbo bepaald is op €27,50. Daalt de koers van XYZ tot dat niveau dan zal de bank automatisch de turbo uit de markt nemen en de onderliggende waarde verkopen. De schade voor de bank blijft beperkt. De belegger krijgt €27,50 - €25 = €2,50 terug indien de bank de aandelen kan verkopen op €27,50. Op een deelname van €5 is dat een verlies van 50%. Een aandeelbezitter zou een verlies hebben gemaakt van 8,3%. Als de koers van het aandeel abrupt daalt, door bijvoorbeeld een winstwaarschuwing, en op 20 euro opent, dan verliest de belegger zijn inleg (5 euro), en de bank 5 euro.
Een ander voorbeeld:
Een bank brengt een turbo long op de markt op een onderliggende waarde XYZ die €100 kost. Stel hiervan financiert de bank 80 euro. De belegger betaalt dus 20 euro.
Op de door de bank gefinancierde 80 euro betaalt de belegger op jaarbasis 2% rente. Stel dat de koers van XYZ in 1 jaar stijgt tot €110. Een aandeelbezitter maakt 10% winst. Een turbobezitter heeft echter 20 euro geïnvesteerd en als hij de turbo verkoopt krijgt hij €110 - €80 - €1,60 (rente) = €28,40. Het rendement is dan 42% geweest.
Als de bank niet met een restschuld blijft zitten heeft deze een vast rendement van 2%. De belegger heeft een rendement van vijf maal het rendement van de onderliggende waarde, verminderd met 8 procentpunt voor de rente. Als het rendement van de onderliggende waarde 2% is, is zijn rendement ook 2%. Als het meer dan 2% is, werkt de hefboom in zijn voordeel, als het minder is in zijn nadeel.

## Soorten turbo's
Een turbo is op de effectenbeurs genoteerd, maar ze worden uitgegeven door financiële instellingen. Afhankelijk van de uitgevende bank en het land worden turbo's ook aangeduid als speeders, mini-future calls of sprinters. Er bestaan daarnaast enige variaties in soorten turbo's.

### Limited Speeders
Bij Limited Speeders is de stop loss gelijk aan het financieringsniveau en in tegenstelling tot een turbo/speeder/sprinter kent een limited speeder een van tevoren vastgestelde looptijd. De prijsbepaling van een Limited Speeder verschilt met gewone Speeders of Turbo's. Bij Limited Speeders blijft de uitoefenprijs gedurende de looptijd op hetzelfde niveau. Dit is mogelijk omdat de waarde van een Limited Speeder gebaseerd is op de forwardprijs (prijs op vervaldatum) van de onderliggende waarde. Het berekeningsprincipe is vergelijkbaar met die van een future contract, waarbij variabelen zoals het dividend, de rentestand, het verschil tussen de future en de prijs van de onderliggende waarde een rol spelen. Bij Limited Speeders moet ook rekening gehouden worden met de Gap Risk Waarde; dit is een waarde voor het risico dat de koers van de onderliggende waarde scherp door het stop loss-niveau breekt, vooral buiten de Amsterdamse beurstijden. Omdat bij de Limited Speeders het stop loss-niveau gelijkstaat aan de uitoefenprijs, berekent de uitgever een gap risicopremie die een deel van het gemiddelde risico dekt. De prijs van een Limited Speeder is iets hoger dan van een turbo/speeder/sprinter maar er worden geen financieringskosten berekend door de uitgever. Doordat de stop loss en het financieringsniveau op hetzelfde niveau liggen kan met eenzelfde investering meer rendement uit een Limited Speeder dan een gewone turbo/speeder/sprinter worden gehaald. De restwaarde van een Limited Speeder is per definitie nul.

### Quanto speeders
Bij Quanto speeders worden aanwezige valutarisico's gedragen door de bank. Zo kan men bijvoorbeeld speculeren op een stijging van de Dow Jones Index zonder het risico te lopen van een dalende dollar/euro wisselkoers.

## Verschil met opties
In turbo's handelen is feitelijk beleggen met geleend geld met een beschermingsconstructie. Door de hefboomwerking vertonen turbo's enige gelijkenissen met opties. Er zijn enkele duidelijke verschillen:
- Tijdswaarde. Een optie heeft een beperkte looptijd en verliest waarde gedurende de tijd. (NB een Limited Speeder heeft net als de optie een beperkte looptijd) Een turbo loopt over het algemeen door tot de stoploss bereikt is.
- Stoploss. Een optie komt niet te vervallen als er een korte, ongewenste koersbeweging plaatsvindt.
- Volatiliteit. Bij opties is de verwachte volatiliteit (tevens) een belangrijke factor, een verandering hierin zal de koers doen dalen/stijgen. Bij turbo's is dit niet het geval.
- Uitgevende instelling. Een turbo is geïntroduceerd door een bank die vaak de markt maakt, en opbrengsten heeft uit spread en rente. Bij opties met voldoende liquiditeit doet men rechtstreeks zaken met een andere belegger. Bij opties met weinig liquiditeit handelt men tegen een marketmaker, die aan de spread verdient.
- Spread. De handel in turbo's kenmerkte zich enkele jaren geleden door een grote spread. Tegenwoordig is de spread marginaal hoger dan die van aandelen, zodat het verschil tussen bied- en laatprijs bij opties tegenwoordig in de regel groter is.
- Transactiekosten. Deze zijn voor opties aanzienlijk hoger dan voor turbo's, waarvoor het aandelentarief gehanteerd wordt.
- Short posities. Hoewel een turbo kan inspelen op een neerwaartse beweging kan men niet short gaan, in de zin dat men een turbo verkoopt die men niet in bezit heeft, en daarvoor geld ontvangt. Met opties kan wel short gehandeld worden. Er zijn echter wel turbos short, welke de inverse koers (met eventuele hefboom) van de onderliggende waarde volgen.[6]

## Kritiek
Met financiële derivaten zoals turbo's, futures en opties speculeren op commodities zoals aardolie en rijst is in de media regelmatig onderwerp van kritiek. Het zou volgens politici de prijzen doen stijgen. Economen wijzen er op dat de koersvorming van grondstoffen bepaald wordt door fundamentele marktfactoren zoals de eindvraag van de echte eindgebruikers en de omvang van het aanbod

## Identificatie
Een turbo heeft een ISIN (International Securities Identification Number), maar als naam wordt bijvoorbeeld gehanteerd Unilever Turbo Long 42,5 of Sprinter Long 43,9 op Unilever, waarbij het getal het stoplossniveau is. Bij een gegeven onderliggende geldt: hoe hoger dit getal is, hoe hoger de schuld en dus hoe lager de waarde, en hoe hoger de hefboom.